# Dora Seifert

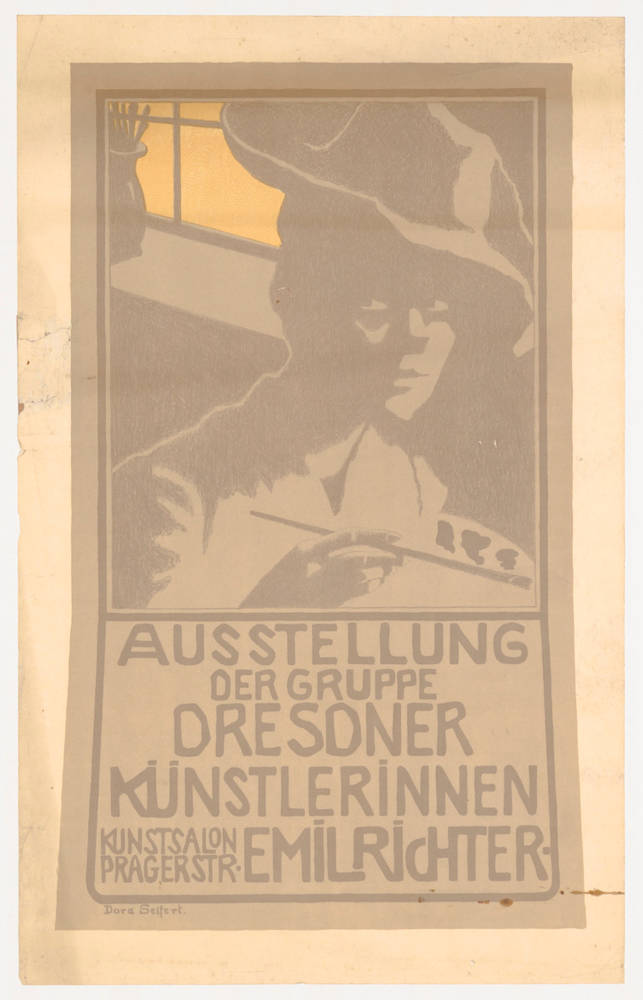
Ausstellungsplakat der 1. Ausstellung 1904 im Kunstsalon Emil Richter der Gruppe Dresdner Künstlerinnen von Dora Seifert

Dorothea „Dora“ Seifert (* 1. Februar 1861 in Dresden; † 13./14. Februar 1945 ebenda) war eine deutsche Malerin und Grafikerin.

## Leben
Dora Seifert wurde 1861 in Dresden als Tochter eines Arztes geboren. Sie war die Schwester der Malerin Annie Seifert. Dora Seifert studierte bei Wilhelm Claudius in Dresden und in München bei Hugo von Habermann, Theodor Hummel und bei Otto Greiner.
In Dresden war sie 1904 Gründungsmitglied der Gruppe Dresdner Künstlerinnen, Ortsverband Dresdner Künstlerinnen, des 1908 neu gegründeten Bundes deutscher und österreichischer Künstlerinnenvereine. Sie gestaltete das Plakat und die Illustrationen des Ausstellungskataloges der ersten Ausstellung der Gruppe 1904 im Kunstsalon Emil Richter.

## Werk
Hans Wolfgang Singer hebt in seinem Standardwerk Die moderne Graphik, das 1914 erschien, insbesondere das grafische Werk von Dora Seifert hervor:

„In  Dresden  ist  auch  Dora  Seifert  tätig,  der  wir  eine  Anzahl  schöner  Farbenholzschnitte verdanken.  Besonders  gelangen  ihr  einige  landschaftliche  Blätter,  die  zu  dem  Farbenfrischesten  gehören, was  ich  auf  diesem  Gebiete  kenne.“

Ein Werk von Dora Seifert befindet sich im Metropolitan Museum of Art.